# Rhamphomyia praecipua
Rhamphomyia praecipua är en tvåvingeart som beskrevs av Bartak 2002. Rhamphomyia praecipua ingår i släktet Rhamphomyia och familjen dansflugor.
Artens utbredningsområde är Maine. Inga underarter finns listade i Catalogue of Life.